# Bottle Rocket
Bottle Rocket är en amerikansk komedifilm från 1996. Filmen var den första långfilmen regisserad av Wes Anderson och manuset skrev han tillsammans med Owen Wilson. Filmen var först en kortfilm på 13 minuter men som sedan utvecklades till en hel långfilm.

## Rollista
| Luke Wilson     | – Anthony Adams    |
| Owen Wilson     | – Dignan           |
| James Caan      | – Mr. Henry        |
| Robert Musgrave | – Bob Mapplethorpe |
| Lumi Cavazos    | – Inez             |
| Ned Dowd        | – Dr. Nichols      |